# Jagged Alliance: Deadly Games
Jagged Alliance: Deadly Games ist ein Taktik-Rollenspiel, welches von Sir-Tech entwickelt und 1996 veröffentlicht wurde. Es stellt den Nachfolger von Jagged Alliance: Kampf um Metavira dar. 2008 erschien eine Wiederveröffentlichung bei GOG.com mit einer vorkonfigurierten DOSBox-Instanz.

## Spielprinzip
Im Vergleich zum Vorgänger entfällt die strategische Übersichtskarte. Stattdessen werden mit einer Gruppe von Söldnern Missionen in chronologischer Reihenfolge absolviert. Je nach Erfolg oder Misserfolg teilt sich die Handlung ein wenig auf. Die Söldner können zwischen den Missionen angeheuert und gefeuert werden. Zudem können die Söldner nun auch gekniet schießen. Die Spiel-Engine ähnelt sehr stark der des ersten Spiels.
Ausrüstungsgegenstände werden von dem aus dem ersten Teil bekannten Waffenhändler bezogen oder verkauft. Die Waffen der Söldner können mit Zielfernrohren, Schalldämpfern und Laufverlängerungen verbessert werden. Zudem sind auch Granatwerfer und Mörser verfügbar.
Neu im Spiel sind verschiedene Arten von Terrain und verschiedene Missionstypen wie Geiselrettung, Zerstörung und Infiltration. Zudem bietet es einen Mehrspielermodus und einen Leveleditor, mit dem auch eigene Kampagnen erstellt werden können.

## Entwicklung
Deadly Games wurde, wie der Vorgänger, größtenteils von Ian Currie erstellt. Für die verbesserte künstliche Intelligenz der Computergegner war Alex Meduna verantwortlich.

## Rezeption
Kritisiert wurde, dass sich technisch im Vergleich zum Vorgänger kaum etwas getan hätte. Die Grafik wirkte veraltet. Der Szenario-Editor sei eine sinnvolle Ergänzung. Der Mehrspielermodus erhielt hingegen Höchstwertungen. Im Mehrspielermodus seien nicht alle Szenarien ausbalanciert. So sei der defensive Spieler oft im Vorteil. Häufig werden Partien vorzeitig beendet, weil ein Spieler bankrottgeht. Der Verkauf als Vollprogramm sei aufgrund der zahlreichen Verbesserungen gerechtfertigt. Die Struktur des Einzelspielermodus wurde mit Syndicate verglichen.